# Kamp nr. 7
Kamp nr. 7 er en dansk dokumentarfilm fra 1966 med instruktion og manuskript af Tue Ritzau.

## Handling
I en autentisk dokumentaristisk form skildrer filmen den sidste dags forberedelser, før en ung amatørbokser går i ringen til sin kamp nr. 7, hans træning, hans nervøsitet, hans håb om at vinde og nå videre i sporten - og ikke mindst den rolle hans nære forhold til træneren spiller i hele dette mønster.